# Фантадром
«Фантадром» (латыш. Fantadroms) — советский и латвийский мультипликационный фантастический сериал о приключениях кота-робота Индрикиса XIII и его друзей.

## Производство
Первоначально в 1984—1985 годах на Гостелерадио Латвийской ССР (студия «Телефильм-Рига») режиссёром Ансисом Берзиньшем были сняты три 10-минутные серии под названиями «Взлётное поле фантазии», «Соль» и «Пожар».
Позже на студии «Dauka» режиссёром Янисом Рубенисом первые три серии были перемонтированы, укорочены на три минуты и переозвучены, а в 1992—1995 годах были сняты ещё 10 серий.

## Список серий
| № в сезоне | Название                                  | Режиссёр                     | Автор сценария                 | Дата премьеры |
| --- | ----------------------------------------- | ---------------------------- | ------------------------------ | ------------- |
| 1 | «Смех» (Взлётное поле фантазии) «Smiekli» | Ансис Берзиньш, Янис Рубенис |                                | 1984 / 1985   |
| Однажды на малой планете № 1284 вследствие бомбардировки метеороидным потоком были повреждены два робота, работавшие на космическом маяке, у одного из них был повреждён блок памяти, а у другого — блок разума. В результате роботы стали безобразничать, что привело к созданию аварийной ситуации. Космонавт Дайна, дежурившая на маяке, послала на Землю сигнал бедствия. На Земле для устранения аварии была назначена спасательная команда: космонавт Агнис (командир) и Индрикис (робот тринадцатого поколения). Агнис подошёл к стеллажу с роботами, достал из ячейки "IN XIII" чёрный кубик и вставил в кубик сердце — красный шарик. Кубик стал увеличиваться и превратился в кота. Это был робот Индрикис Тринадцатый. Перед стартом Агнис дистанционно продиагностировал сломанных роботов и увидел, что у одного из них повреждён блок памяти, а у другого — блок разума. Затем Агнис взял оружие — лук и стрелы, и пошёл на старт к ракете. Индрикис тоже пошёл, но путь ему преградила мышь, влюбившаяся в него. Заигрывая с Индрикисом, она повязала ему на хвост розовый бантик, тем временем до старта оставались считанные секунды. Тут раздался голос: "Робот Индрикис Тринадцатый! Робот Индрикис Тринадцатый! Немедленно приступить к выполнению задания!" Когда Индрикису удалось наконец избавиться от бантика, Агнис уже стартовал, и ему пришлось догонять ракету своим ходом. Выйдя в космос, Индрикис нашёл с помощью устройства связи, встроенного у него в правую лапу, ракету Агниса, и догнал её с помощью паруса, работающего от солнечного ветра. Попав в метеороидный поток, он потерял парус, но превратился в карандаш с надписью "Indrikis XIII" и полетел дальше. Агнис пролетел через метеороидный поток, включив защитный экран, и приземлился на малую планету № 1284. Индрикис превратился обратно в кота и тоже приземлился, но, не привыкнув к низкой гравитации, отскочил вверх и упал в сиреневую лужу. Этой лужей оказалась сиреневая кошка-инопланетянка. Тем временем Агнис пробрался на маяк, где уже заканчивался кислород, и обнаружил там Дайну, лежавшую без сознания. Агнис перенёс её на базу, и пока он приводил её в чувство, роботы угнали его ракету. Индрикис погнался за ракетой, пытаясь её остановить, а сиреневая кошка погналась за Индрикисом, заигрывая с ним. Агнис тоже погнался за ракетой с помощью своего реактивного ранца. Тем временем роботы на ракете включили устройство, создающее гравитационное поле, выбрав самое мощное гравитационное поле. В результате в образовавшуюся чёрную дыру засосало всё, что было поблизости: ракету, метеороиды, сиреневую кошку, Индрикиса, Агниса, и даже малую планету вместе с маяком. Попав вовнутрь чёрной дыры, Агнис не растерялся. Он достал лук и стрелы, прицелился и выстрелил в белую точку, которая была выходом из чёрной дыры. Всё вернулось обратно, и чёрная дыра была ликвидирована. Агнис и Индрикис пробрались на ракету к роботам, но тут на табло появилась надпись: "Вызывает Дайна. Кислород на исходе!" Агнис остался на ракете, чтобы вступить в схватку с роботами, а Индрикис полетел на базу спасать Дайну. Когда Индрикис прилетел на базу, она была уже обесточена, а среди увядших растений без сознания лежала Дайна. На экранчике подушечки лапы Индрикиса появилось изображение красного шарика и директива: "Спасти человека!" Получив согласие Агниса, Индрикис принял решение вынуть из себя сердце, чтобы использовать его как источник энергии для базы. В результате на базе включилось освещение, и система жизнеобеспечения была восстановлена, но сам Индрикис отключился. Тем временем на ракете Агнис, чтобы нейтрализовать роботов, включил на большом экране юмористическую видеопрограмму "Вокруг смеха". Пока роботы смотрели и смеялись, Агнис успел их отремонтировать: у одного из них он заменил блок памяти, а у другого — блок разума. Потом Агнис выключил видеопрограмму, посадил ракету на малую планету, и отремонтированные роботы были водворены на своё рабочее место на маяке. Пока Агнис устранял последствия аварии, сердце Индрикиса успело полностью разрядиться. Агнис и Дайна подлетели к погибшему Индрикису, тем временем сквозь стенку базы просочилась сиреневая кошка и стала наблюдать. Они сделали памятник из кучи камней и прикрепили табличку: "Индрикис XIII. Робот погиб, спасая человека". Агнис попрощался с Дайной и полетел на Землю. А сиреневая кошка с огромной скоростью полетела куда-то в космос. Агнис прилетел на Землю и вышел из ракеты, печалясь, что потерял друга Индрикиса. И тут с неба прилетела сиреневая кошка с Индрикисом в руках. Кошка положила Индрикиса, потом вынула из себя новое сердце, теперь этой был уже синий шарик, вставила его в Индрикиса, он сразу очнулся, и кошка стала его целовать. Увидев это, мышь стала злиться и ревновать, залезла в норку и стала набжлюдать из неё. Кошка улетела, а Индрикис и Агнис полетели домой. Дома Агнис стал гладить Индрикиса, и Индрикис чихнул. |                                           |                              |                                |               |
| 2 | «Соль» «Sāls»                             | Ансис Берзиньш, Янис Рубенис |                                | 1985 / 1986   |
| Однажды на малую планету № 1284 на пикник прилетел розовый инопланетянин, похожий на круглую тучку. Сначала приземлился чёрный параллелепипед, из него вытекла розовая жидкость, и стала розовым инопланетянином. Вытащив из параллелепипеда скатерть, он постелил её на земле, вытащил красный платок, постелил его на скатерть, убрал его, и на скатерти появилось яйцо в рюмке и солонка в форме гриба. Но когда он стал солить яйцо, в солонке не оказалось соли. Посмотрев вокруг, инопланетянин заметил обслуживающую космический маяк базу, где дежурила космонавт Дайна, и решил попросить у неё соли. Он через щель просочился на базу и стал объяснять Дайне, что ему надо. Но вследствие языкового барьера Дайна не могла его понять и дала ему карамельку. Инопланетянин убедился, что в карамельке нет соли, и продолжил попытки объяснить, но тут его чуть не засосало в какое-то устройство. Это событие вызвало помехи в сигналах маяка. В это время космонавт Агнис находился в космическом корабле в космосе. После обнаружения помех Агнис взял чёрный кубик, вставил в него красный шарик, кубик стал расти и превратился в кота. Это был Индрикис Тринадцатый. Тем временем по космосу передвигалась мышь на уницикле с корзинкой. Вылетев из космолёта, Индрикис встретился с ней. Тут раздался голос: "Индрикис Тринадцатый! Робот Индрикис Тринадцатый! Контакты с посторонним объектом "Мышь" программой не предусмотрены. Курс - малая планета 1284". Мышь передала Индрикису корзинку, и он отправился на астероид № 1284. Войдя на базу, Индрикис увидел розового инопланетянина, что-то объясняющего жестами Дайне, и решил этого незваного гостя атаковать. Сначала он превратился в трёхголового кота, изрыгающего пламя, и атаковал его пламенем, а Дайна стала стрелять в него из бластера. Но это не причиняло ему вреда. Тогда Индрикис превратился в карандаш и стал кидаться на инопланетянина, но он увёртывался, а потом проглотил Индрикиса, затем выплюнул, потому что Индрикис стал внутри него брыкаться. Теперь инопланетянин начал объяснять свою просьбу уже им обоим. Индрикис стал изрыгать в него пламя, а Дайна стрелять из бластера, но инопланетянин выбил бластер у Дайны. В результате Дайна и Индрикис просто сбежали с базы наружу. Но инопланетянин от них не отставал. Не зная, что делать, Индрикис стал просто таранить инопланетянина, но это тоже не помогало, так как он был эластичный. Тогда инопланетянин надул пузырь и заключил в него Дайну. Потом надул ещё один пузырь и заключил в него Индрикиса. Индрикис превратился в трёхглового кота, изрыгающего пламя, и прожёг пузырь, а Дайна из своего пузыря выбраться не смогла, так как она потеряла бластер. Инопланетянин стал гоняться за Индрикисом. Тут из пещеры высунулась сиреневая кошка и стала наблюдать за происходящим, но потом снова скрылась в пещере. Убегая от инопланетянина, Индрикис залетел в ту самую пещеру, инопланетянин полетел за ним. Но оказалось, что у этой пещеры только один вход, и поэтому Индрикис оказался зажатым в конце пещеры. Но тут сиреневая кошка, которая находилась позади него за стенкой пещеры, взяла Индрикиса и протащила его сквозь стену, пробив им эту стену. Инопланетянин остановился в растерянности, он был слишком большим, чтобы пролезть в образовавшийся пролом. Тем временем Агнис, который наблюдал за всем этим на мониторе, оценив серьёзность ситуации, решил сам полететь на помощь. Но проблему решила сиреневая кошка — она подошла вместе с Индрикисом к розовому инопланетянину, поговорила с ним, ведь она тоже была инопланетянка, и понимала его речь, и потом перевела его просьбу Индрикису. Индрикис взял корзинку, которую ему дала мышь, достал оттуда солонку, тоже в форме гриба, и дал её инопланетянину. Инопланетянин посыпал солью яйцо, часть съел сам, и угостил им сиреневую кошку и Индрикиса. Тут прилетел Агнис и выстрелом из бластера освободил Дайну из пузыря. Вдвоём они полетели искать остальных, и тут увидели идиллическую картину: Индрикис, розовый инопланетянин и сиреневая кошка летают над скатертью, держась за руки, и Агнис и Дайна полетели к ним. Инопланетянин хотел вернуть солонку Индрикису, но Индрикис отказался её взять, и подарил её ему, и обрадованный инопланетянин обнял Индрикиса, пожал руки Дайне и Агнису, вызвал свой параллелепипед, запихал себя в него и улетел, помахав. Агнис тоже сел в свой космолёт и улетел, а Дайна вернулась на базу. Сиреневая кошка и Индрикис тоже обнялись, вращаясь, и кошка взамен солонки, подаренной инопланетянину, подарила Индрикису свою солонку, тоже в виде гриба, но со своим портретом на ножке этого гриба. Индрикис положил солонку в корзинку. Тем временем, ища Индрикиса, к ним на уницикле через космос приблизилась мышь. Увидев, как Индрикис и кошка целуются, мышь стала злиться и ревновать, и прогнала кошку. Кошка быстро попрощалась и улетела. Мышь повернулась к Индрикису, и он вернул ей её корзинку. Мышь сначала была рада, но, увидев, что солонка другая, с портретом кошки, пришла в ярость, сгрызла его с ножки гриба, и отдала "отредактированную" солонку Индрикису. Но он только развёл лапами. Мышь в ярости выкинула солонку, пнула её, села на уницикл и уехала в космос. Индрикис чихнул. |                                           |                              |                                |               |
| 3 | «Огонь» (Пожар) «Uguns»                   | Ансис Берзиньш, Янис Рубенис |                                | 1985 / 1987   |
| Действия происходят на большой планете, обладающей атмосферой. Однажды два маленьких белых инопланетянина нашли аккумулятор и, выкачав из него всю энергию, один с плюса, другой с минуса, зарядились сами - у одного из них на макушке появился знак "плюс", и он стал "плюсом", а у другого появился знак "минус", и он стал "минусом". Заметив, что при соприкосновении между ними стали проскакивать искры, они стали развлекаться, высекая друг из друга искры, что привело к возгоранию травы и пожару. Спасаясь от огня, они стали кричать и плакать. На этой же планете неподалёку в норке дерева находилась мышь, которая услышала их. Она залезла на дерево, увидела пожар, потом спустилась и позвонила Индрикису. Тем временем на космическом корабле в космосе манипулятор вставил в чёрный кубик красный шарик, и кубик превратился в кота. Это был Индрикис Транадцатый. На экранчике своей правой лапы Индрикис увидел мышь, которая вызвала его. Мышь начала рассказывать Индрикису о пожаре. Встревоженный Индрикис сразу полетел на помощь. Трансформировав свои передние лапы в крылья, Индрикис спланировал в атмосфере планеты, тем временем мышь махала ему платочком, и когда он приземлился, мышь бросилась его обнимать. Индрикис смело кинулся на пожар, но мышь, боясь за него, не пускала и тянула его обратно. Тогда Индрикис превратился в огнетушитель и стал сверху тушить пожар пеной. Однако пена в огнетушителе скоро закончилась. Поняв, что одному не справиться, Индрикис вызвал на подмогу своего нового друга — розового инопланетянина. Тут прилетел чёрный параллелепипед с мигалкой и сиреной, и из него вылез розовый инопланетянин. Индрикис показал ему на пожар, тем временем мышь, "плюс" и "минус" уже были окружены пламенем. Розовый инопланетянин начал заглатывать тучи. Он проглотил так много туч, что увеличился в размерах и из розового стал синим. Теперь нужно было расстегнуть молнию на животе, на которую у него застёгивалась оболочка (под оболочкой у него были отверстия, через которые вода могла выливаться наружу). Инопланетянин попросил Индрикиса расстегнуть молнию. Он кинулся её расстёгивать, ткнулся головой в край молнии и стал её тянуть, но молния расстегнулась совсем чуть-чуть и заела. А когда Индрикис стал тянуть её дальше, один его ус случайно попал в молнию и застрял в ней, и Индрикис повис на нём. Индрикис пытался высвободить свой ус из молнии, но это ему не удавалось. В этой, казалось бы, безвыходной ситуации, прилетела на помощь сиреневая кошка с ножницами. Она взяла Индрикиса и, отрезав ему застрявший ус, освободила его, потом поискала с внутренней стороны молнии, извлекла оттуда застрявший ус и расстегнула молнию. Вода стала выливаться через отверстия и стала тушить пожар. Кошка подлетела к Индрикису и привязала ему отрезанный ус. Из инопланетянина вылилось так много воды, что образовался пруд, а мышь, "плюс" и "минус" оказались на острове. В конце-концов через отверстия в пруд вытекла не только вся вода, но и сам розовый инопланетянин, то есть он вытек сам через себя. Обрадованные Индрикис и сиреневая кошка нырнули в пруд и стали в нём купаться и обниматься. Мышь, увидев это, стала злиться и ревновать, и поплыла к ним. Но в этот момент из пруда как раз под ними вылетел розовый инопланетянин, и мышь, зацепившись за него, полетела с ним, но сорвалась и упала на землю. Индрикис, сиреневая кошка и розовый инопланетянин стали ругать "плюса" и "минуса" за то, что они вызвали пожар. Мышь тем временем решила вскипятить чай на газовой плите. Но ей не удалось зажечь её, потому что все спички промокли. Тогда Индрикис придумал, как разжечь плиту: он взял "плюса" и "минуса" и, соприкоснув их, высек из них искру, и плита разожглась, а сами они разрядились. Мышь, когда увидела это, пришла в восхищение. Потом все они сели за стол, и когда чайник вскипел, мышь стала разливать чай. Индрикис и сиреневая кошка сидели за столом рядом, держась за руки, и пили чай. Кошка дала Индрикису попить из своей чашки. Мышь тоже пила чай, но, увидев это, пришла в ярость и встала между Индрикисом и кошкой. Ругаясь на кошку, она ударила своей чашкой по столу. Чай из её кружки выплеснулся и попал на Индрикиса, и Индрикис чихнул. |                                           |                              |                                |               |
| 4 | «Цветы» «Puķes»                           | Ансис Берзиньш               | Ансис Берзиньш                 | 1992          |
| Действия происходят на базе с оранжереей, расположенной на астероиде. Там появилось существо, полузарытое в грунт, которое вырывало цветы и пожирало их корни. Система слежения подняла тревогу. На Земле Агнис и Дайна побежали навстречу друг другу, Агнис с красным шариком, а Дайна с чёрным кубиком. Агнис вставил красный шарик с чёрный кубик, и кубик превратился в кота. Это был Индрикис Тринадцатый. Когда Индрикис собрался лететь на базу, его остановила мышь, поймав его за хвост. Она расчесала ему усы и повязала на хвост розовый бантик. Индрикис попрощался и полетел. На базе в оранжерее Индрикис увидел заднюю часть существа, пожирающего цветы. Подкравшись, Индрикис с трудом вытащил его за хвост из земли. Этим существом оказался красный с чёрными пятнами свин. Началась схватка Индрикиса с превосходящим его противником: свин встал в стойку и издал боевой клич, сел на шпагат, поднялся и стал бить Индрикиса руками, но он блокировал его удары, потом Индрикис стал его бить и попал свину по пятачку, тот отшвырнул его ударом ноги, но Индрикис прицепился у него к ноге, превратившись в жёлтый шарик, свин стряхнул его с ноги, шарик превратился опять в кота и драка продолжилась, свин провёл удар ногой с разворота, но Индрикис пригнулся, сделал подсечку, удлинив ногу, и в падении свина отшвырнул его ударом удлинённой ноги, потом встал и, думая, что победил, весело усмехнулся, но тут увидел разъярённого свина, несущегося на него с огромной скоростью. Индрикис повис у него на пятачке, и свин врезался в стену базы, застряв в ней клыками, причём Индрикис оказался зажатым между клыками, пятачком свина и стеной. Тут прилетела сиреневая кошка. Подкравшись, она закрыла свину глаза, но свин, напрягшись, выдернул клыки из стены и стал гоняться за кошкой. Изловчившись, кошка стала дёргать свина за хвост, но свин дёрнул лиану, которая свисала сверху, лиана упала на кошку и опутала её, а свин дёрнул лиану и затянул ещё крепче. Тут подлетел Индрикис и стал тянуть свина за хвост, но свин отбросил его, Индрикис отлетел, врезался в дерево, и его засыпало плодами этого дерева. Свин стал приближаться к связанной лианой кошке. Но тут прилетел розовый инопланетянин, окликнул свина и стал его поливать, трансформировав свои руки в душ. Красная краска начала слезать с него, и оказалось, что на самом деле он бледно-зелёный. От стыда свин раскрыл зонтик и стал плакать. Индрикис выбрался из кучи яблок и выпутал сиреневую кошку из лианы. Потом все трое начали объяснять свину простую вещь — что цветы надо нюхать, а не есть. Но свин не понимал, и все цветы, которые они ему давали понюхать, постоянно норовил съесть. После нескольких неудачных попыток всех троих свин снова разозлился, и снова начал на них кидаться. И тут кошка заметила на хвосте у Индрикиса розовую ленточку и придумала, как с её помощью решить проблему: она взяла её и завязала ею пятачок свина, чтобы он не мог открыть рот. После этого они поднесли к пятачку свина цветы. Свин наконец понял, как это прекрасно — нюхать цветы, и стал с удовольствием нюхать цветы. Ленточка была уже не нужна, и кошка сняла её с пятачка свина и повязала себе на ухо. Свин от радости снова стал красным, потом взлетел и вылетел через окно базы прямо в космос. Индрикис, сиреневая кошка и розовый инопланетянин были уже там со своими цветами, и вчетвером они, радуясь, стали нюхать цветы. Тут через космос к ним на уницикле приблизилась мышь и стала ругаться и гоняться за Индрикисом. Неожиданно, сиреневая кошка подарила мыши свой цветок. Мышь была сначала очень растрогана, но вдруг заметила на ухе у кошки свой розовый бантик. Поэтому, вместо того, чтобы взять предложенный цветок, мышь изо всех сил дунула на него. Лепестки полетели на Индрикиса, и он чихнул. |                                           |                              |                                |               |
| 5 | «Молоко» «Piens»                          | Ансис Берзиньш               | Ансис Берзиньш                 | 1993          |
| Корова, которая жила на астероиде, решила открыть свой бизнес: у неё был молочный заводик, на котором она сама себя доила, а молоко расфасовывалась по пакетам. Надоив достаточно молока, корова стала, мыча и подпрыгивая, предлагать его пролетавшим мимо инопланетянам, но те либо игнорировали её, либо ругались. Тогда корова решила сделать ловушку: она установила высокий выдвижной сачок с колокольчиком на конце, способный становиться невидимым, включила невидимость (у неё был пульт, с которого можно было включать/выключать невидимость) и легла на гамак. При этом ручка сачка оставалась видимой. Тут мимо летел розовый инопланетянин, на этот раз не в чёрном параллелепипеде, а своим ходом. Увидев странную антенну, он захотел понять, что это такое. Он подлетел к этой штуке, попробовал на вкус, потом подлетел к самой верхушке, отогнул кончик и, плюнув на него, отпустил. Так и не поняв, что это такое, он полетел дальше, но тут попал в невидимый сачок. Сачок сразу стал видимым, зазвенел колокольчик, и корова проснулась. Увидев "клиента", она обрадовалась, снова включила невидимость сачка, поставила на поднос кружку молока и подлетела к розовому инопланетянину, но он был очень рассержен, и разлил молоко. Корова от этого расстроилась, а розовый инопланетянин вызвал на помощь Индрикиса. Тем временем на Земле по желобку скатился красный шарик, он упал в чёрный кубик, и кубик превратился в кота. Это был Индрикис Тринадцатый. Мышь, которая уже с термосом стояла рядом, обняла Индрикиса, повесила на него термос, и Индрикис, попрощавшись, улетел. Когда Индрикис прибыл на помощь, корова наливала другую кружку молока взамен пролитой. Сачок был уже опять невидим, за исключением той части, в которой запутался розовый инопланетянин, и когда Индрикис полетел к нему, чтобы освободить, он сам попал в сачок и запутался в нём. Корова, увидев, что "клиентов" уже двое, обрадовалась, налила ещё одну кружку молока и стала крутить ручку, чтобы сложить сачок и спустить их вниз. В это время с одной из кружек стали происходить странные вещи: в кружку опустились едва заметные искры, а через мгновение из неё вылезла сиреневая кошка. Она подкралась к корове сзади и дотронулась до неё. Корова от испуга вскрикнула и отпустила ручку. Сачок резко распрямился, затрясся, и от этого Индрикис и розовый инопланетянин выпали из него наружу. Кошка полетела к ним, взяла их за руки и спустила вниз. Тем временем корова налила уже третью кружку молока — для кошки, и с подносом подошла к ним, расхваливая своё молоко. Тут Индрикис понял, что может помочь бизнесу коровы — реклама. Он снял термос, поставил его на поднос к корове, потом превратился в карандаш и нарисовал прямо в пустом пространстве указатель, стоящий на поверхности астероида, похожий на дорожный знак с кружкой. Потом все трое начали пить молоко. Но тут они услышали писк. Оказалось, что это пищит и ругается мышь, которая запуталась в сачке вместе со своим унициклом. Увидев это, корова налила ещё одну кружку молока для мыши, а сиреневая кошка полетела к мыши и освободила её, развязав сачок. Тем не менее, мышь накинулась на неё с ругательствами. Мышь спустилась вниз, и её радушно встретили корова с подносом, розовый инопланетянин и Индрикис, предлагая вместе выпить молока. Но мышь, увидев на подносе свой термос, рассердилась, взяла термос, села на уницикл и уехала. Корова, розовый инопланетянин, сиреневая кошка и Индрикис стали вместе пить молоко. Отпив из кружки молока, Индрикис чихнул. |                                           |                              |                                |               |
| 6 | «Мороженое» «Saldējums»                   | Айварс Рушманис              | Ансис Берзиньш, Угис Сеглинс   | 1993          |
| Сиреневая кошка проснулась у себя дома на астероиде, на её отрывном календаре было 7-е число, а на следующем листке оказалось число 10 (то есть 8 в восьмеричной системе счисления), и кошка поняла, что наступивший день — праздничный, так как на листке календаря была нарисована сиреневая кошка с цветком. Кошка взяла кулинарную книгу и, найдя там рецепт мороженого, решила приготовить его. У неё была машинка по производству мороженого, и она добавила в неё ингредиенты — яйцо, молоко и лёд, включила её, а сама стала приглашать гостей. Сначала она позвонила розовому инопланетянину и, показывая на календарь, пригласила его. Потом она хотела позвонить Индрикису, но возникли проблемы со связью. Пока она пыталась восстановить связь, машинка стала производить мороженое в огромных количествах, и оно улетало в открытую форточку. Образовалась пурга, которая засыпала мороженым всю поверхность астероида. Тем временем розовый инопланетянин собирался на праздник. Он приготовил подарок — лейку, и отправился к кошке, но на подлёте к астероиду попал в снежную бурю. Не справившись со стихией, он оказался засыпанным в сугробе и, высунув руку с рацией из сугроба, подал сигнал бедствия. Тем временем на Земле на чёрном кубике сидела мышь и ела вишни из мешочка. Съев вишню, мышь бросила косточку вверх, но тут сверху на неё упал красный шарик, который вдавил мышь в кубик и вошёл туда сам. Кубик превратился в кота, от которого мышь сразу же отделилась. Это был Индрикис Тринадцатый. Увидев, что Индрикис собрался улетать, мышь решила его остановить, сделав лассо из ремешка от мешочка с вишнями. Поймать Индрикиса ей удалось, а удержать — нет, и он улетел вместе с мешочком. Мышь села на уницикл и полетела следом. Попав в бурю, Индрикис превратился в трёхголового кота, изрыгающего пламя, но это не помогло, затем превратился в лопату для уборки снега, но лопата ткнулась в сугроб и застряла с нём. Превратившись опять в кота, Индрикис вытащил свою голову из сугроба, превратился в карандаш и полетел дальше. Тем временем мышь, которая прилетела следом, завязла в сугробе. Влетев в окно дома кошки, Индрикис увидел источник бури — машинку для производства мороженого, и сиреневую кошку, которая всё ещё пыталась восстановить связь, не замечая, что происходит вокруг. Кошка увидела Индрикиса, но Индрикис рассердился на неё. Вдвоём им удалось остановить машинку. Машинка перестала производить мороженое, и начала обратно засасывать его, оно потекло по трубкам и сформировалось в два больших шарика в стаканчике. Тут послышался грохот, Индрикис и кошка вышли посмотреть, и увидели розового инопланетянина, сидящего в сугробе (машинка для производства мороженого продолжала притягивать мороженое обратно). Розовый инопланетянин поискал в сугробе, но нашёл там уницикл, и стал искать свой подарок для кошки — лейку. Тут с неба прилетел снежный ком с торчащим из него хвостом. Розовый инопланетянин отодвинул его, нашёл под ним в сугробе лейку и подарил её сиреневой кошке. Кошка повела их в дом. Розовый инопланетянин попробовал мороженое, но увидел, что шарика только два, хотя их трое, поэтому принёс с улицы третий шарик мороженого и, не обращая внимания на торчащий из него хвост, положил его в стаканчик. Индрикис был в замешательстве, так как он прилетел без подарка, но потом заглянул в мешочек, с которым он прилетел, увидел там вишни и решил подарить их кошке. Кошка этими вишнями украсила мороженое, а последними вишенками стала дразнить Индрикиса. Тем временем мышь прогрызла шарик из мороженого, в котором она была. Мороженое ей понравилось, но, увидев, как Индрикис и кошка развлекаются, пришла в ярость, подбежала и оттолкнула их друг от друга, потом взяла свой уницикл и, размахивая им, стала ругаться, села на него, запрыгнула в стаканчик с мороженым, разбросала мороженое по всей комнате и уехала. В результате все трое оказались в хлопьях мороженого, розовый инопланетянин снял свои глаза, чтобы протереть их. Одна большая лепёшка мороженого с вишенкой оказалась на голове у Индрикиса, и он чихнул. |                                           |                              |                                |               |
| 7 | «Гонки» «Sacensības»                      | Дзинтарс Круминьш            | Угис Сеглинс                   | 1993          |
| Действия происходят на велотрассе в Риге. Мышь и сиреневая кошка решили выяснить отношения с помощью гонки на унициклах. Свин был судьёй, а розовый инопланетянин снимал происходящее на камеру. Когда мышь разминалась перед стартом, с неба на своём уницикле спустилась кошка. Кошка начала посмеиваться над мышью. Свин повёл обеих соперниц к старту, но делал он это слишком медленно, и разозлённая мышь дала ему пинка. Кошка и мышь встали на старт, свин дунул в свисток и выстрелил из стартового пистолета. Кошка так разогналась, что взлетела. Мышь тоже разогналась и взлетела, но при этом начала вместе с сиденьем вращаться вокруг колеса. Свин прервал гонку, чтобы начать её заново. Кошка и мышь вновь встали на старт, и свин опять выстрелил из стартового пистолета. На этот раз вперёд рванула мышь, а кошке не повезло — её длинная юбка запуталась в педалях, она замедлилась и упала. Тогда кошка закасала юбку повыше, но она стала раздуваться от набегающего потока воздуха, действуя как тормозной парашют. Тогда кошка решила отстегнуть нижнюю часть юбки. Когда розовый инопланетянин увидел её в таком виде, у него отвисла челюсть, но ей было всё равно, она стала догонять мышь, и через некоторое время они сравнялись. Впереди у стойки их поджидала корова с молоком на подносе, а им от напряжённой борьбы хотелось пить. Одновременно подъехав к корове, они столкнулись и врезались в стойку, пролив молоко. В ярости мышь и кошка сцепились друг с другом. Корова и свин пытались их разнять, но безуспешно, и свин вызвал на помощь Индрикиса. На кресло упал чёрный кубик, из ящичка выкатился красный шарик, упал на кубик и вставился в него. Кубик превратился в карандаш, а карандаш превратился в кота. Это был Индрикис Тринадцатый. Индрикис посмотрел в монитор и увидел, как кошка и мышь дерутся, а свин пытается их разнять. Прилетев на помощь, Индрикис превратился в трёхголового кота, изрыгающего пламя, пыхнул слегка огнём в мышь, но драка не остановилась. Потом он превратился в выбивалку для ковров и ударил кошку. Кошка схватила эту выбивалку и стала бить ею по морде мышь. На последнем ударе выбивалка превратилась в кота, и после попадания по мыши он отлетел в розового инопланетянина. Индрикис подумал, встал рядом с кошкой и мышью и превратился в широкий зелёный барьер между ними. Выместив весь гнев на барьер, кошка и мышь успокоились, и барьер снова стал Индрикисом. Тут подошла корова с молоком на подносе. Поскольку гонка не была завершена, а до финиша оставалось немного, свин дунул в свисток. Мышь и кошка выпили молока, сели на унициклы, и свин снова произвёл выстрел. У уницикла кошки в результате столкновения было помято колесо, и она отстала. Но потом колесо мыши внезапно спустилось и лопнуло, и она потеряла управление, поэтому к финишу они обе приехали одновременно. Розовый инопланетянин включил повтор, чтобы выяснить, кто пришёл к финишу раньше, но оказалось, что финишную ленту кошка и мышь пересекли одновременно, поэтому первое место досталось им обеим, и обе они встали на первое место пьедестала. Индрикис стал обнимать сиреневую кошку. Увидев это, мышь стала злиться и ревновать, и с гордым видом встала перед кошкой, давая понять, что она тоже выиграла гонку. Индрикис так чихнул, что распался на кубик и шарик. |                                           |                              |                                |               |
| 8 | «Землетрясение» «Zemestrīce»              | Дженис Карклинс              | Угис Сеглинс                   | 1993          |
| Однажды маленький зелёный червячок, который жил в подземелье среди огороженного флажками поля на астероиде и был любителем колбасы, мылся в ванне. Неожиданно из душа перестала течь вода и начал рушиться потолок. Червячок вылез из ванны и пополз наружу посмотреть, в чём дело, и вдруг увидел падающий на него баскетбольный мяч. Червячок быстро спрятался обратно в норку и, увидев, что всё вокруг рушится, позвонил и позвал на помощь. На чёрный кубик упал красный шарик и соединился с ним, кубик превратился в карандаш, а карандаш превратился в кота. Это был Индрикис Тринадцатый. Рядом его уже поджидала мышь. Она обняла его с разбегу, повесила ему на шею свисток, и Индрикис улетел в космос. Летя через космос, Индрикис услышал стук. Индрикис остановился в недоумении. Оказалось, что источник стука — устройство связи на его правой лапе: он увидел на экранчике, что это зелёный червячок упаковывает в чемодан свои запасы колбасы и бьётся о створку чемодана головой, пытаясь его закрыть. Индрикис превратился в карандаш и, воткнувшись в грунт, проник в нору червячк, при этом снеся его входную дверь. Червячок, увидев кончик огромного по сравнению с ним карандаша, застрявшего в дверном проёме, испугался, но потом карандаш превратился в кота, кот уменьшился в размерах и вошёл к нему домой, и червячок стал рассказывать ему о постигшей его беде. Индрикис вылез наружу и увидел падающий на него баскетбольный мяч. Он отбежал в сторону и увидел причину "землетрясения": оказалось, что сиреневой кошке вздумалось поиграть здесь в баскетбол. Индрикис увеличился до своего обычного размера и дунул в свисток. Кошка закинула мяч в корзину и раскрыла объятия для Индрикиса, но он прошёл к стойке с корзиной и отодвинул её в сторону. Потом Индрикис убрал мяч, который лежал прямо на входе в норку червячка, уменьшился в размерах и вошёл вовнутрь. Там он нашёл червячка, который прятался под ванной вместе со своим чемоданом колбасы, вывел его наружу, увеличился в размерах и показал его кошке. Поняв, в чём дело, кошка смутилась. Индрикис посадил червячка на флажок и дал ему свисток, показав, как свистеть. Червячок свистнул, и они начали игру: Индрикис и сиреневая кошка играли, а червячок свистел. Тут приехала на уницикле мышь и, скрываясь за скалами, стала наблюдать. Индрикис и кошка играли, потом столкнулись, Индрикис упал на землю, кошка упала на Индрикиса, и они стали обниматься. Увидев это, мышь разозлилась, выбежала из своего укрытия, разогнала Индрикиса и кошку, взяла левой рукой мяч и, стоя спиной к кольцу, развернулась и произвела сильный бросок в корзину, так что стойка потрескалась и упала вместе с корзиной. Увидев это, мышь преисполнилась гордости, но червячок начал свистеть и махать руками. Мышь подошла к червячку и отобрала у него свой свисток. Обиженный червячок пополз к Индрикису, и тот взял его на руки. Мышь села на уницикл, гордо посвистывая в свисток, сделала несколько кругов вокруг Индрикиса и кошки и уехала. Червячок кончиком своего хвоста задел нос Индрикиса, и он чихнул. |                                           |                              |                                |               |
| 9 | «Бутылочка» «Pudelīte»                    | Айварс Рушманис              | Угис Сеглинс, Ансис Берзиньш   | 1994          |
| Однажды мышь с мышонком путешествовали по космосу на уницикле в поисках подходящей для пикника планеты. Найдя планету, они приземлились на ней, мышь постелила на траве скатерть с мышонком, высыпала на неё игрушки и маленькую красную бутылочку, а сама рядом легла спать. Сначала мышонок играл, в том числе "в Индрикиса", пытаясь вставить мячик в кубик, но потом разбросал все игрушки и бутылочку и начал плакать. В это время поблизости ходил слон с лупой и искал потерянную бутылочку. Найдя бутылочку мышонка, он решил, что это его бутылочка — она отличалась только размером, а слон смотрел через лупу, и бутылочка показалась ему больше, чем на самом деле. Когда мышонок начал плакать, мышь проснулась и стала искать бутылочку, чтобы дать её мышонку. Увидев, что бутылочку уносит слон, мышь ужаснулась и упала в обморок. Мышонок, подёргав её за усы, привёл её в чувство и дал ей рацию. Мышь позвала на помощь. Чёрный кубик из пушки выстрелился в космос, за ним выстрелился красный шарик, в космосе шарик вставился в кубик, и он превратился в кота. Это был Индрикис Тринадцатый. Превратившись в ракету, Индрикс прилетел к мыши, она сразу поцеловала его и рассказала, что произошло. Индрикис погладил по голове мышонка, потом, удлинив свои лапы, поднялся, увидел слона, идущего с бутылочкой, и атаковал его, спикировав ему на голову, но слон испугался и стал убегать. Тогда Индрикис превратился в слониху и, очаровав слона, хитростью отобрал у него бутылочку и принёс её мыши. Слон рассердился, удлинил свой хобот и снова забрал бутылочку. Индрикис превратился в мотоцикл, мышь с мышонком сели на него и поехали догонять слона, а слон побежал от них. Добежав до обрыва, слон чуть не упал, но успел затормозить. Тут Индрикис с мышью и мышонком въехали в него сзади и столкнули в обрыв, и слон упал вниз прямо на розового инопланетянина, который нашёл бутылочку слона. Слон убежал дальше. Тем временем Индрикис повис на краю обрыва, на хвосте у него повисла мышь, а на хвосте мыши повис мышонок. Край обрыва обломился, но их спасла сиреневая кошка, поймав их на себя, и, превратившись в парашют, плавно спустила вниз.Потом розовый инопланетянин отдал бутылочку сиреневой кошке, и она позвала всех за собой идти к слону. Найдя хижину слона, кошка открыла дверь, и они увидели там слона, который собрался кормить слонёнка из бутылочки. Войдя вовнутрь, кошка дала слонёнку большую бутылочку, а слон отдал ей маленькую. Кошка отдала маленькую бутылочку мышонку, а Индрикис позвал её, и кошка подлетела к нему. Мышь стала злиться и ревновать. Превратившись в букет цветов, Индрикис подарил себя кошке, кошка понюхала цветы, но тут между ними промчалась на уницикле разозлённая мышь с мышонком и уехала, а Индрикис превратился в кота и чихнул. |                                           |                              |                                |               |
| 10 | «Домик» «Mājiņa»                          | Дженис Карклинс              | Ансис Берзиньш, Алдис Лине     | 1994          |
| Действия разворачиваются вокруг кочана капусты на астероиде. На поверхность астероида упала кастрюля, и из неё вылезла сиреневая кошка. Найдя кочан капусты, кошка стала вытаскивать его из грунта, но сверху стал падать какой-то хлам. Уворачиваясь от него, кошка превратилась в маленького белого мотылька. Тут подошёл свин и начал отгонять мотылька от кочана капусты скворечником. Мотылёк улетел, и свин пошёл за ним, отгоняя его ещё дальше. Тут с неба упал чемодан, из чемодана высыпалась колбаса и вылез маленький зелёный червячок. Червячок увидел кочан капусты и решил поселиться в нём, он прогрыз в нём окна, сделал из створки чемодана дверь, поставил антенну, залез внутрь и стал смотреть телевизор. Тут вернулся свин с тяпкой и лейкой. Увидев дыры в кочане, свин разозлился и вылил на него воду из лейки. Червячок вылез наверх посмотреть, откуда течёт, увидел свина и с перепугу залез ему в ноздрю. Когда свину удалось вытряхнуть червячка из ноздри, он взял тяпку и стал гоняться за ним. Червячок спрятался в норку. Свин, поработав тяпкой, но не найдя червячка, устал, потом взял рацию и позвал на помощь. На чёрном кубике в это время была постелена скатерть, на которой лежали фрукты. На кубик сверху упал красный шарик, разбросав фрукты и вдавив скатерть в кубик, шарик вставился в кубик, и он превратился в кота, стоящего на скатерти. Это был Индрикис Тринадцатый. Тем временем мышь тащила к кубику кастрюлю. Увидев, что Индрикис улетает, мышь взяла кастрюлю и побежала вслед за ним. Индрикис вылетел в космос и, превратившись в карандаш, полетел помогать свину. Тем временем червячок прокрался обратно к кочану, но свин заметил его и стал пытаться раздавить его, а червячок прятался от него в норках. Тут перед свином упал карандаш, воткнувшись в грунт. Свин взял этот карандаш и стал тыкать им в землю, чтобы раздавить червячка, а белый мотылёк сидел на кочане и наблюдал. Тут к кочану подошла мышь и сорвала его, но белый мотылёк превратился в сиреневую кошку, и она стала отбирать кочан у мыши. Мышь не отдавала кочан, и в результате он разломился надвое. Затем карандаш превратился в Индрикиса, и свин смутился, поняв, что он тыкал в грунт Индрикисом, а потом показал ему на причину вызова - дырявый кочан капусты, но тут увидел, что кочана уже вовсе нет. Свин расстроился, но Индрикис превратился в лопату и вставился ему в руки. Свин начал рыть грунт в поисках червячка. Мышь тем временем варила в шалаше свина свою половину кочана капусты. Свин выкопал червячка и собрался перерубить его лопатой. Червячок упал в обморок. Но тут лопата превратилась в Индрикиса. Индрикис взял червячка на руки, тот очнулся и обрадовался, увидев Индрикиса. Но свин был зол на червячка. Сначала он хотел отобрать червячка у Индрикиса, но тут он учуял запах и увидел, что из входа в его шалаш торчит хвост. Свин попятился, а Индрикис прыгнул к шалашу и попытался вытащить обладателя этого хвоста наружу, но это ему не удалось. Тут из шалаша гордо вышла мышь, неся чашки. Мышь наложила свину, червячку и Индрикису варёной капусты, при этом червячок вытащил из свой порции колбасу, так как в капусте была его колбаса, и пополз искать новый дом. Тогда свин взял из своего шалаша скворечник, поставил его перед червячком, и червячок поселился в нём. Новый домик понравился червячку, он выполз и поцеловал свина. Сиреневая кошка, которая наблюдала за этим, снова превратившись в белого мотылька и сидя на голове у Индрикиса, тоже решила угостить Индрикиса, и улетела за варёной капустой, которую приготовила из своей половины кочана. Но когда она вернулась с чашкой капусты, увидела, что мышь и Индрикис обнимаются. Рассердившись, она выронила чашку, потом схватила Индрикиса за лапу, и мышь и кошка стали тянуть Индрикиса друг у друга. Индрикис вырвался и повернулся к сиреневой кошке. Но кошка, обидевшись, отвернулась от Индрикиса. Индрикис повернулся к мыши, но она тоже отвернулась. Индрикис чихнул. |                                           |                              |                                |               |
| 11 | «Радуга» «Varavīksne»                     | Даце Лиепа                   | Илзе Скрастиня, Ансис Берзиньш | 1994          |
| Однажды мышь лежала в тазу, подвешенном к ветке дерева, возле маленького бассейна с краном. Было жарко, и мышь вылезла из таза и пошла к бассейну. Воды в бассейне не было, мышь открыла кран, но и в кране воды не было. Тогда мышь взяла ведёрко и пошла к реке за водой. По небу в это время летел розовый инопланетянин. Увидев сверху пустой бассейн, он съел немного туч, потом расстегнул молнию на животе, и вода через отверстия у него в животе пролилась в бассейн. Потом он пустил радугу из отверстий в бассейн, затем лёг на облако животом кверху и стал отдыхать. Затем вернулась с водой мышь и вылила воду из ведёрка в бассейн, но тут она увидела, что бассейн полон. Потом мышь увидела радугу, залезла по ней вместе с ведёрком на облако, где отдыхал розовый инопланетянин, и случайно провалилась через отверстие у него на животе вовнутрь. От этого розовый инопланетянин сразу очнулся и почувствовал себя плохо. Он застегнул молнию за животе и полетел. Мышь не понимала, где она находится, она начала шуметь, кидать ведёрко и пытаться выбраться. Инопланетянин из розового стал бледно-зелёным, он уже не мог лететь и упал вниз прямо на сиреневую кошку, которая там лежала. Кошка начала приводить его в чувство, и поняв, что ему плохо, взяла рацию и вызвала Индрикиса. Чёрный кубик из пушки выстрелился в космос, за ним выстрелился красный шарик, в космосе шарик вставился в кубик, и он превратился в кота. Это был Индрикис Тринадцатый. Индрикис с мигалкой на голове и с сиреной прилетел, проверил реакцию зрачка у пациента, потом превратился в карандаш, нарисовал на земле аптечку, и вдвоём с сиреневой кошкой они стали лечить розового инопланетянина. Достав из аптечки бинт, Индрикис обвязал им голову больного, а сиреневая кошка, надев себе на голову медицинский колпачок, начала прослушивать больного с помощью стетоскопа. Индрикис достал шприц, но когда инопланетянин увидел шприц, он посинел от страха и попытался уползти, но Индрикис решительно пошёл за ним с шприцем, и как только он собрался сделать инъекцию, розовый инопланетянин закричал от страха. Мышь, увидев, что открылся выход, кинула туда ведро и кричала, пытаясь привлечь внимание. Ведро вылетело изо рта инопланетянина и наделось на голову Индрикиса. Индрикис снял ведро и, услышав крики, которые издавала мышь, расстегнул молнию и просунул голову в отверстие. Мышь, увидев Индрикиса, обняла его и сразу вылезла наружу, но когда поняла, что находилась внутри розового инопланетянина, упала в обморок. Индрикис понял, что теперь уже мышь нуждается в медицинской помощи, и взял аптечку. Розовый инопланетянин сразу выздоровел, подобрал шприц и собрался сделать инъекцию мыши. Но Индрикис сам решил вылечить мышь и попытался отобрать у него шприц. Пока они отбирали друг у друга шприц, сиреневая кошка слетала с ведёрком за водой и, облив мышь водой, привела её в чувство. Увидев своё ведёрко в руках у сиреневой кошки, мышь разозлилась и отняла его у кошки, потом поцеловала Индрикиса и ушла. Индрикис чихнул. |                                           |                              |                                |               |
| 12 | «Какао» «Kakao»                           | Илзе Руска                   | Ансис Берзиньш, Алдис Лине     | 1995          |
| Однажды свин выпил какао возле реки, отчасти пролив его на салфетку, повязанную на шею, и стал ловить рыбу на шарик из какао. Подплыла большая рыба с руками, съела приманку, какао ей понравилось, и она по леске вылезла на берег, чтобы найти ещё какао. Свин сначала обрадовался крупному улову, но рыба напала на него, так как его салфетка была перепачкана в какао, и рыба учуяла какао и стала за салфетку тянуть свина в воду. Свин вызвал Индрикиса. Из дыры в полу перед мышью появился чёрный кубик, из трубы выпало сердце, вставилось в кубик, и он превратился в кота. Это был Индрикис Тринадцатый. Мышь обрадовалась, обняла Индрикиса и показала на монитор, где рыба тащила свина в реку. Индрикис полетел на помощь, превратился в подводную лодку, погрузился в реку и безуспешно попытался оттолкнуть рыбу. Потом он превратился в спасательный круг и попытался вытащить свина на берег, но рыба держала его очень крепко. Индрикис превратися в кота, схватил свина за ногу и стал тянуть его вверх из реки, а рыба тянула его вниз. Из зарослей показалась сиреневая кошка. От перенапряжения у Индрикиса выпало сердце, которое поймала кошка, а Индрикис потерял сознание и упал в реку. Кошка отвязала салфетку от свина, вытащила его на берег и нырнула на дно за Индрикисом. Мышь, увидев на мониторе Индрикиса без сознания на дне реки, заплакала. Кошка вытащила его на берег и начала делать ему искусственное дыхание. Увидев это, мышь разозлилась, схватила носок, села на уницикл и полетела через космос, где уницикл превратился в лодку. Кошка вставила сердце в Индрикиса, он очнулся, и кошка его поцеловала. Но свин заметил, что к ним снова приближается рыба. Кошка достала справочник по рыбам, и выяснилось, что этот вид рыб любит какао. Кошка высыпала какао из банки в реку. Свин и рыба стали есть какао из реки. Тут на лодке, размахивая носком, приплыла разгневанная мышь и надела носок на голову кошке, но Индрикис снял носок с кошки, и мышь упала в реку, а Индрикис и кошка стали обниматься. Мышь обсыпала Индрикиса и кошку какао из банки, и Индрикис чихнул. |                                           |                              |                                |               |
| 13 | «Папочка» «Tētiņš»                        | Илзе Руска                   | Ансис Берзиньш, Алдис Лине     | 1995          |
| Свин принёс домой корзинку с яйцами, и в ней оказался пингвинёнок, который испугался свина и залез под шкаф, перед этим устроив беспорядок в доме. Свин вызвал Индрикиса. На чёрный кубик упал красный шарик, вставился в него, и кубик превратился в кота. Это был Индрикис Тринадцатый. Мышь повязала Индрикису на хвост розовый бантик, и он улетел. Увидев на мониторе, что в космосе вслед за ИНдрикисом полетела сиреневая кошка, мышь разозлилась, села на уницикл и уехала. Индрикис прилетел к свину, но тоже не справился с пингвинёнком и только устроил ещё больший беспорядок, из-за чего произошла драка между свином и Индрикисом. Сиреневая кошка прилетела и разняла их, но и её пингвинёнок испугался. Тогда кошка нашла в куче одежды фрак и надела его на свина, чтобы он стал похожим на пингвина. Пингвинёнок обрадовался и подбежал к свину. Свин взял его на руки, и пингвинёнок уснул. Кошка нашла пелёнку, завернула в неё пингвинёнка и начала его баюкать. Индрикис снял со своего хвоста розовую ленточку и повязал её на пингвинёнка. В этот момент вошла мышь, увидела кошку и Индрикиса с малышом и в гневе набросилась на них, но свин её остановил. Из-за этого пингвинёнок проснулся, но снова уснул. Индрикис хотел чихнуть, но, чтобы не будить пингвинёнка, отошёл в сторону, и только потом чихнул. |                                           |                              |                                |               |

## Награды
Кинофестиваль «Большой Кристап» (1985, «Соль»):
- Приз за лучший мультипликационный фильм 1985 года
- Приз художнику А. Рушманису